# Biểu tình Campuchia 2013–2014
Các cuộc biểu tình chống chính phủ đã được diễn ra tại Campuchia từ tháng 9 năm 2013. Các cuộc biểu tình phổ biến tại Phnôm Pênh đã diễn ra chống lại chính phủ của Thủ tướng Hun Sen, do những cáo buộc rộng rãi về gian lận bầu cử trong cuộc tổng tuyển cử Campuchia năm 2013. Nhu cầu tăng mức lương tối thiểu lên 160 USD một tháng  và oán hận ảnh hưởng người Việt Nam tại Campuchia cũng đã đóng góp vào các cuộc biểu tình. Đảng đối lập từ chối tham gia trong quốc hội sau cuộc bầu cử, và các cuộc biểu tình lớn đã diễn ra trong suốt tháng 12 năm 2013. Một cuộc đàn áp của chính phủ trong tháng 1 năm 2014 dẫn đến cái chết của 4 người. 

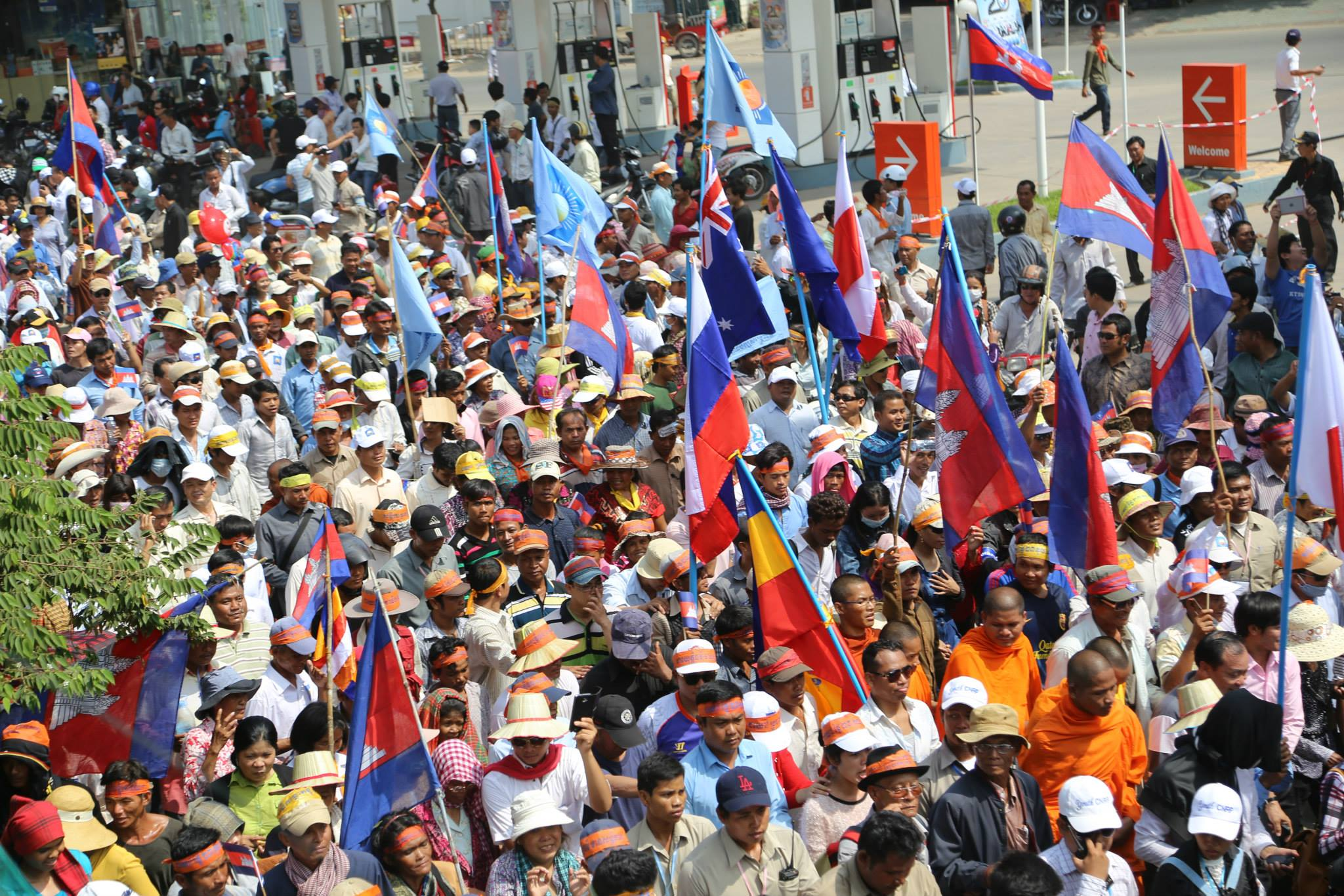